# Agrilini
Agrilini es una tribu de coleópteros polífagos perteneciente a la familia Buprestidae. Tiene una distribución mundial.

## Taxonomía
Se reconocen las siguientes subtribus:
- Agrilina
- Amorphosternina
- Amyiina
- Rhaeboscelidina

Y los siguientes géneros incerta sedis:
- Deyrollius Obenbgerger, 1922
- Eumerophilus Deyrolle, 1864
- Lepismadora Velten, 1987
- Nickerleola Obenberger, 1923
- Parasambus Descarpentries & Villiers, 1966
- Pseudagrilodes Obenberger, 1923
- Pseudagrilus Laporte, 1835
- Sambus Deyrolle, 1864
- Wendleria Obenberger, 1924